# Fergus Hume
Pour les articles homonymes, voir Hume.
Œuvres principales
- Le Mystère du Hansom Cab (1886)

Fergus Hume (né Ferguson Wright Hume le 8 juillet 1859 et mort à Thundersley, Essex, le 12 juillet 1932) est un écrivain britannique de roman policier. Il est l'auteur de Le Mystère du Hansom Cab, un des premiers classiques du roman policier.

## Biographie
Né en Angleterre, il fait des études de Droit à l'Université d'Otago en Nouvelle-Zélande.  Admis au barreau néo-zélandais en 1885, il travaille quelques mois dans un bureau d'avocat avant de s'installer pendant trois ans à Melbourne, en Australie.  En 1888, il retourne en Angleterre où il réside jusqu'à sa mort.
C'est durant son séjour en Australie qu'il amorce sa carrière littéraire.  Soucieux d'obtenir un succès immédiat, il demande à un libraire de Melbourne de lui indiquer les romans qui se vendent le mieux.  S'étant fait répondre que ceux d'Émile Gaboriau sont très prisés, il lit en traduction tous les livres disponibles de l'auteur français pour en étudier la structure et les thèmes, avant de se mettre à la tâche d'en produire un meilleur.  Cette première tentative, Le Mystère du Hansom Cab, devient un succès mondial, sans doute, le premier best-seller policier.
Fort prolifique, Fergus Hume produit, entre 1886 et 1937, plus de 100 romans policiers de qualité très variable.  Il a aussi écrit des nouvelles policières, quelques pièces de théâtre et une poignée de romans non policiers. 

## Œuvre

### Romans

#### Romans policiers
- The Mystery of a Hansom Cab (1886) Publié en français sous le titre Le Mystère d'un Hansom Cab, Paris, Hachette, 1889 Publié en français dans une nouvelle traduction sous le titre Le Mystère du Hansom Cab, Paris, Éditions Terre de brume, coll. Terres mystérieuses, 2004 ; réédition, Paris, Rivages/Noir no 594, 2006 ; réédition dans Chapeau claque et fins limiers : six enquêtes de la Belle Époque, Paris, Éditions Omnibus, 2013
- Madame Midas (1888)
- The Girl from Malta (1889)
- The Gentleman Who Vanished: A Psychological Phantasy ou The Man Who Vanished (1890)
- Miss Mephistopheles ou Tracked by Fate (1890) Publié en français sous le titre Miss Méphistophélès, Paris, Hachette, 1890
- A Creature of the Night (1891)
- Monsieur Judas (1891)
- Whom God Hath Joined (1891)
- The Black Carnation (1892)
- Aladdin in London (1892)
- The Fever of Life (1892)
- The Chinese Jar (1893)
- The Harlequin Opal (1893)
- The Nameless City: A Romany Romance (1893)
- A Speck of the Motley (1893)
- The Lone Inn (1894)
- The Mystery of Landy Court ou From Thief to Detective (1894)
- The Best of Her Sex (1894)
- The Gates of Dawn (1894)
- A Midnight Mystery (1894)
- The Masquerade Mystery (1895) Publié en français sous le titre Le Secret d'un crime, Rivière Blanche, coll. Baskerville, 2013
- The Crime of Liza Jane (1895)
- The White Prior (1895) Publié en français sous le titre Le Prieur blanc, Paris, Éditions Rouff, coll. « La Clé » no 50, 1947
- The Carbuncle Clue (1896)
- A Marriage Mystery (1896)
- Tricked by a Tattoo (1896)
- Claude Duval of Ninety-Five (1897)
- The Tombstone Treasure (1897)
- The Clock Struck One (1898)
- The Rainbow Feather (1898)
- The Devil-Stick ou For the Defense (1898)
- Lady Jezebel (1898)
- Under One Cover (1898)
- The Red-Headed Man (1899)
- The Silent House in Pimlico (1899) Publié en français sous le titre La Maison silencieuse, Paris, Rouff, coll. La Clé no 45, 1947
- The Indian Bangle (1899)
- The Crimson Cryptogram (1900)
- Shylock of the River (1900)
- The Vanishing of Tera (1900)
- The Bishop's Secret ou Bishop Pendle (1900)
- The Lady from Nowhere (1900) Publié en français sous le titre La Dame errante, Paris, Tallandier, coll. Romans mystérieux, 1912
- A Traitor in London (1900)
- The Millionaire Mystery (1901) Publié en français sous le titre Problème d'outre-tombe, Paris, Rouff, coll. La Clé no 29, 1941
- The Crime of the Crystal (1901)
- The Golden Wang-Ho ou The Secret of the Chinese Jar (1901)
- A Woman's Burden (1901)
- The Pagan's Cup (1902)
- The Turnpike House (1902)
- Woman: The Sphinx (1902)
- A Coin of Edward VII (1903)
- The Jade Eye (1903) Publié en français sous le titre L'Œil de jade, Paris, Hachette, 1911
- The Silver Bullet (1903)
- The Yellow Holly (1903)
- The Guilty House (1903)
- The Miser's Will (1903)
- The Mandarin's Fan (1904)
- The Wheeling Light (1904)
- The Red Window (1904)
- The Lonely Church (1904)
- The Fatal Song (1905) Publié en français sous le titre La Romance fatale, Paris, Hachette, 1910
- The Secret Passage (1905)
- Lady Jim of Curzon Street (1905)
- The Opal Serpent (1905)
- The Scarlet Bat (1905)
- The Wooden Hand (1905)
- The Mystery of the Shadow (1906) Publié en français sous le titre L'Ombre mystérieuse, Paris, Tallandier, 1910 ; réédition, Paris, Librairie des Champs-Élysées, Le Masque no 70, 1931 ; réédition, Paris, Éditions Terre de brume, coll. Terres mystérieuses, 2005
- The Black Patch (1906)
- Jonah's Luck (1906) Publié en français sous le titre Une preuve accablante, Paris, Librairie des Champs-Élysées, Le Masque no 163, 1934
- The Purple Fern (1907)
- The Yellow Hunchback (1907)
- The Amethyst Cross (1908)
- Flies in the Web (1908)
- The Sealed Message (1908)
- The Green Mummy (1908) Publié en français sous le titre La Momie verte, Paris, Rouff, coll. La Clé no 9, 1938
- The Crowned Skull (1908)
- The Mystery of a Motor Cab (1908)
- The Sacred Herb (1908)
- The Devil's Ace (1909)
- The Solitary Farm (1909)
- The Top Dog (1909)
- The Disappearing Eye (1909)
- The Peacock of Jewels (1910)
- The Lonely Subaltern (1910)
- The Mikado Jewel (1910)
- The Spider (1910)
- The Steel Crown (1911)
- High Water Mark (1911)
- The Jew's House (1911)
- The Pink Shop (1911)
- The Rectory Governess (1911)
- The Mystery Queen (1912)
- The Blue Talisman (1912) Publié en français sous le titre Le Talisman bleu, Paris, Hachette, coll. Bibliothèque du dimanche illustré, 1930
- Red Money (1912)
- Across the Footlights (1912)
- Mother Mandarin (1912)
- The Curse (1913)
- In Queer Street (1913)
- Seen in the Shadow (1913)
- The Thirteenth Guest (1913)
- The Lost Parchment (1914)
- The 4 PM Express (1914)
- Not Wanted (1914)
- Answered (1915)
- The Caretaker (1915)
- The Red Bicycle (1916)
- The Grey Doctor (1917)
- The Silent Signal (1917)
- Heart of Ice (1918)
- The Black Image (1918)
- Next Door (1918)
- Crazy-Quilt (1919)
- The Master-Mind (1919)
- The Dark Avenue (1920)
- The Other Person (1920)
- The Singing Head (1920)
- The Woman Who Held On (1920)
- Three (1921)
- The Unexpected (1921)
- A Trick of Time (1922)
- The Moth-Woman (1923)
- The Whispering Lane (1924) Publié en français sous le titre Deux cris dans le brouillard, Paris, Librairie des Champs-Élysées, Le Masque no 52, 1930
- The Caravan Mystery (1926)
- The Last Straw (1932)

#### Romans littéraires
- Professor Brankel's Secret (1886)
- The Year of Miracle: A Tale of the Year One Thousand Nine Hundred (1891)
- When I Lived in Bohemia (1891)
- The Island of Fantasy (1892)
- The Expedition of Captain Flick (1896)
- The Mother of Emeralds (1901)
- The White Room (1904)
- A Son of Perdition: An Occult Romance (1912)

### Recueils de nouvelles
- The Piccadilly Puzzle (1889)
- Chronicles of Faeryland (1892)
- The Dwarf's Chamber: And Other Stories (1896)
- Hagar of the Pawn-Shop: The Gypsy Detective (1898)
- The Dancer in Red (1906)

### Théâtre
- The Mystery of the Hansom Cab (1888), adaptation pour la scène de son roman, écrite en collaboration avec Arthur Law. L'adaptation théâtrale française en cinq actes du dramaturge Octave Bernard est publiée d'avril à juin 1931 dans le magazine Lectures pour tous[2].
- Indiscretion (1888)
- Madame Midas, the Golden Queen (1888), en collaboration avec P. Beck
- The Foll of the Family (1896)
- Teddy's Wives (1896)
- Honours Divided (1902)
- A Scotch Marriage (1907)
- The Mystery of the Red Web (1908), en collaboration avec Newman Harding

## Sources
- Jacques Baudou et Jean-Jacques Schleret, Le Vrai Visage du Masque, vol. 1, Paris, Futuropolis, 1984, 476 p. (OCLC 311506692), p. 1017-1018.
- Claude Mesplède (dir.), Dictionnaire des littératures policières, vol. 1 : A - I, Nantes, Joseph K, coll. « Temps noir », 2007, 1054 p. (ISBN 978-2-910-68644-4, OCLC 315873251), p. 251-252.